# حاج سیفلو
حاج سیفلو یک روستا در ایران است که در دهستان ارشق شمالی واقع شده‌است. حاج سیفلو ۱۳۰ نفر جمعیت دارد.
از خانواده های ساکن در حاجی سیفلو میتوان به خانواده موسی زاده اشاره کرد.